# Miracles of the Jungle
Miracles of the Jungle é um seriado estadunidense de 1921, gênero aventura, dirigido por James Conway e E.A. Martin, em 15 capítulos, estrelado por Ben Hagerty, Wilbur Higby e Al Ferguson. Uma co-produção da Selig Studios e Warner Brothers, foi distribuído pela Federated Film Exchanges of América, veiculou originalmente nos cinemas estadunidenses entre 24 de maio e 24 de agosto de 1921.
Este seriado é considerado perdido.

## Elenco
- Ben Hagerty	 ...	Bob Hathaway
- Wilbur Higby	 ...	Tom Cortland
- Al Ferguson	 ...	Brian, Red Fox
- Frederick Peters	 ...	Zeda, o Zulu
- John George	 	...	See'er of All
- Genevieve Bert	 ...	Marian Madson
- Irene Wallace	 ...	Helen Madson

## Capítulos
1. The City of Lions (24, maio, 1921)
2. The Passage of Death
3. The Jungle Attack
4. The Leopard's Revenge
5. The Storm in the Desert
6. To the Rescue
7. The Leopard's Lair
8. Doomed to Death
9. In the Hands of the Apes
10. Midst Raging Tigers
11. Twelve Against One
12. Cheating Death
13. The Heart of an Elephant
14. The Lion's Leap
15. All's Well That Ends Well (24, agosto, 1921)

Fonte: 

## Detalhes da produção
Mediante o sucesso do seriado The Lost City, anteriormente feito por Selig e Warner, foi iniciada a co-produção da Selig Polyscope Company e Warner Brothers, Miracles of the Jungle. Emma Bell Clifton escreveu o roteiro original, que foi adaptado por E. A. Martin. Houve problemas durante a produção. William Nicholas Selig, responsável pelo dia-a-dia das filmagens, acusou a Warner de ter inserido espiões no set, e de ter ter feito conluio com os distribuidores para que vendessem os direitos do filme. A produção se arrastou, assim, por 6 meses, e durante esse tempo o diretor E. A. Martin deu atenção à atriz principal, com quem teve um “affair”. A esposa de Martin o confrontou no estúdio, e a atriz precisou parar a filmagem abruptamente, necessitando muitos arranjos para o término do filme.
O seriado foi marcado, também, por um incidente. Durante uma cena com um leão, o ator Ben Hagerty foi ferido, ficando hospitalizado por mais de um mês, até a recuperação e a volta às filmagens.